# Coccoloba retirensis
Coccoloba retirensis är en slideväxtart som beskrevs av Howard. Coccoloba retirensis ingår i släktet Coccoloba och familjen slideväxter. Inga underarter finns listade i Catalogue of Life.